# Gestellmotorantrieb
Der Gestellmotorantrieb ist eine Form des Antriebs von Triebfahrzeugen, welche sowohl als Einzelachsantrieb und als Gruppenantrieb zum Einsatz kommt. Seine Besonderheit ist, dass der Fahrmotor ausschließlich im gefederten Rahmen (Fahrzeugaufbau oder Drehgestell) gelagert ist. Zum Ausgleich der Bewegungen zwischen dem gefederten Fahrmotor und dem ungefederten Treibradsatz wurden verschiedene Bauarten des Gestellmotorantriebs entwickelt.
Am Anfang des 20. Jahrhunderts wurde unter dem Begriff Gestellmotorantrieb nur das verstanden, was heute mit dem Begriff Stangenantrieb – auch bei elektrischen Antrieben – ausgedrückt wird. Mit der Entwicklung weiterer Antriebsformen mit Gestellmotor erweiterte sich der Begriff entsprechend.
Weitere Formen des Antriebs von Triebfahrzeugen sind die Achsmotorantriebe und die Tatzlagerantriebe, welche sich von der Ausführung des Fahrmotoraufhängung unterscheiden. Alle Formen von Gruppenantrieben sind Gestellmotorantriebe.

## Federantrieb und Gelenkantrieb (»Verzweigerantrieb«)
Bei Feder- und Gelenkantrieben ist die Treibradsatzwelle von einer Hohlwelle umgeben, die das Großrad des dem Fahrmotor folgenden Getriebes trägt, siehe Hohlwellenantrieb. Die Hohlwelle ist entweder im Fahrmotorgehäuse oder direkt im Fahrzeugrahmen drehend gelagert. Die Drehmomentübertragung erfolgt durch eine Kupplung, die die radiale Relativbewegung zwischen Hohlwelle und Treibradsatz ausgleichen kann. Die Ausgleichsbewegung wird mithilfe von Federn oder »Verzweigermechanismen« ermöglicht.
Die Hohlwelle reicht in der Regel von Rad zu Rad und ist mit diesen durch je eine Kupplung verbunden.

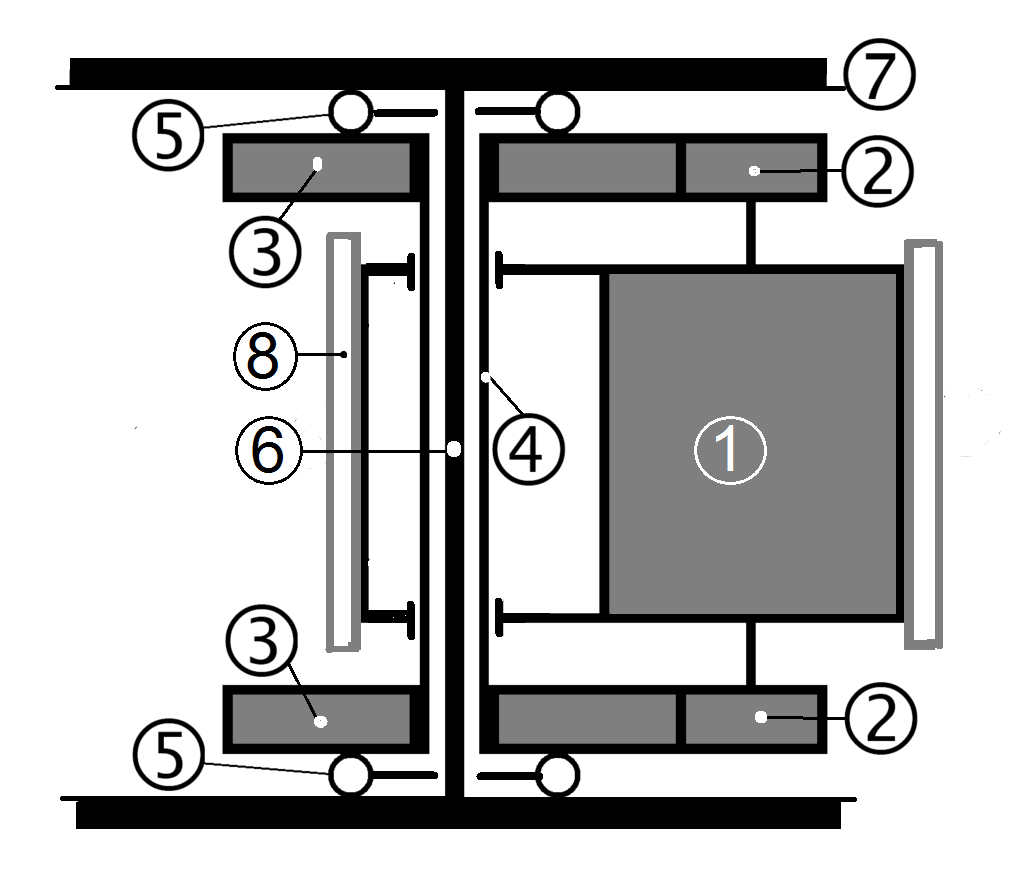
Schema für Feder- bzw. Gelenk-Antrieb: (5) für Feder- bzw. Gelenk-Kupplung, (4) für Hohlwelle

### Federantrieb
Ein Federantrieb enthält meistens Schraubenfedern aus Stahl, neuere Ausführungsvarianten auch Gummielemente, welche außer dämpfend in Umfangsrichtung nachzugeben sich in radialer Richtung elastisch verformen und so dem radialen Bewegungsausgleich dienen.
Siehe: Hohlwellenantrieb#Federantrieb und nebenstehende Abbildung.

### Gelenkantrieb (»Verzweigerantrieb«)
Die in einem sogenannten »Verzweigerantrieb« verwendeten radial beweglichen Kupplungen enthalten in der Regel keine elastisch nachgebenden Bauteile. Sie sind Gliederketten aus mit einfachen Drehgelenken verbundenen starren Stäben. Das gegenseitige Kippen zwischen Hohl- und Treibradsatzwelle wird durch elastische Zwischenlagen (Silentblöcke) in den Gelenken oder durch Anwendung von Kugelgelenken ermöglicht.
Siehe: Hohlwellenantrieb#Gelenkantrieb (»Verzweigerantrieb«) und nebenstehende Abbildung
Da die Stangenantriebe ebenfalls Gelenk-Stab-Mechanismen sind, lassen sie sich auch zu den Gelenkantrieben zählen, obwohl sie den Bewegungsausgleich auf andere Art und Weise als mit Hohlwelle ermöglichen.

## Gelenkwellenantrieb (»Kardanantrieb«)
Für den Bewegungsausgleich zwischen Fahrmotor und Treibradsatzwelle wird das Kippen einer Gelenkwelle (»Kardanwelle«) zwischen ihren beiden Anschlussgelenken benutzt. Die Gelenkwelle wird parallel zur Radsatzwelle eingebaut. Dabei benötigt sie i. d. R. die gesamte Breite zwischen den Treibrädern, was zur Folge hat, dass im Unterschied zum Feder- und zum Gelenkantrieb der Treibradsatz nicht an beiden Seiten, sondern nur an einer Seite angetrieben werden kann. An der gegenüberliegenden Seite beginnt die Gelenkwelle. Andererseits erlaubt die relativ große Länge der Gelenkwelle einen relativ kleinen Kippwinkel und damit elastische Scheiben anstatt Kreuzgelenken.

### Gelenkwelle zwischen Getriebe und Treibradsatz

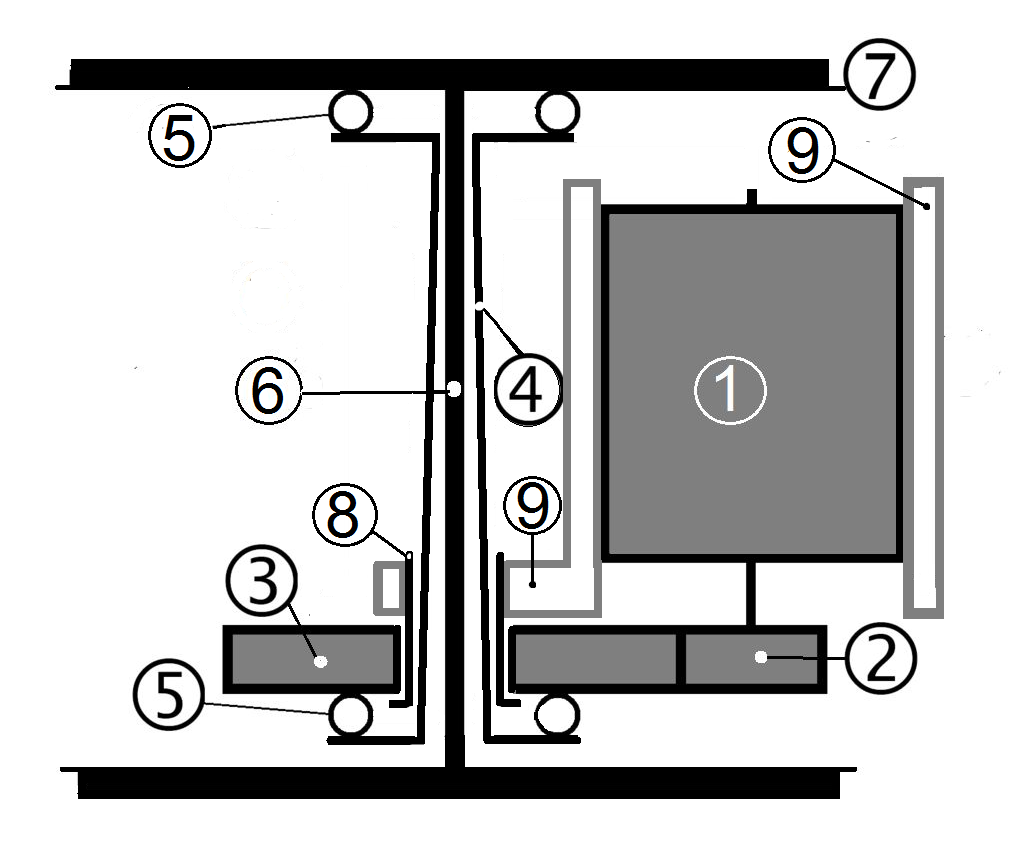
Schema: Antrieb mit Gelenkwelle (4) zwischen Getriebe und Treibradsatz

Siehe: Hohlwellenantrieb: Gelenkwellenantrieb (»Kardanantrieb«)
Bei diesem Antrieb füllt eine hohle, die Radsatzwelle umfassende Kardanwelle den gesamten Raum zwischen den beiden Treibrädern. Damit die Kardanwelle länger sein kann, ist sie durch das Großrad hindurchgeführt und auf seiner dem Treibrad zugewendeten Seite an dieses angeschlossen (siehe nebenstehende Abbildung).
Die SNCF verwendet bei den Lokomotiven BB 9200, 12000, 13000, 20101, 20102 und 67000 eine ähnliche Konstruktion, die als Jacquemin-Antrieb bezeichnet wird. Bei diesem Antrieb wird die Gelenkwelle nicht durch das Grossrad geführt, sondern das Grossrad sitzt auf einem Hohlwellenstummel und die Gelenkwelle ist auf der Innenseite des Großrades verbunden.
Ein weiteres Beispiel ist die Gummi-Gelenk-Kardankupplung der BBC. Diese Bauform wurde bei der DB-Baureihe 103 eingesetzt. Aus dieser Bauform wurde der Antrieb der ICE 1 und 2 Triebköpfen entwickelt. Eine weitere Bauform ist der Kardan-Gummiringfederantrieb der Siemens-Lokomotiven ES64U2 und ES64U4. Über ein zusätzliches Zahnrad am Großrad wird eine zusätzliche Bremswelle angetrieben, auf welcher die Bremsscheiben angeordnet sind.

### Gelenkwelle zwischen Motor und Getriebe-Ausgang
Die Gelenkwelle schon vor der Getriebe-Ausgangswelle (mit Großrad) einzusetzen hat den Vorteil ihrer Belastung mit einem kleineren Drehmoment. Sie kann mit kleinerem Querschnitt gebaut werden. Nachteil ist, dass die Masse des Getriebes (mindestens die ihres schwersten Teils Großrad) ungefederte Masse bleibt. Da die Getriebe immer kleiner gebaut werden können, wird in jüngerer Zeit dieser jetzt kleiner gewordene Nachteil zu Gunsten des Verzichts auf eine aufwändige Hohlwelle am Treibradsatz vermehrt in Kauf genommen.

#### Motorhohlwellenantrieb

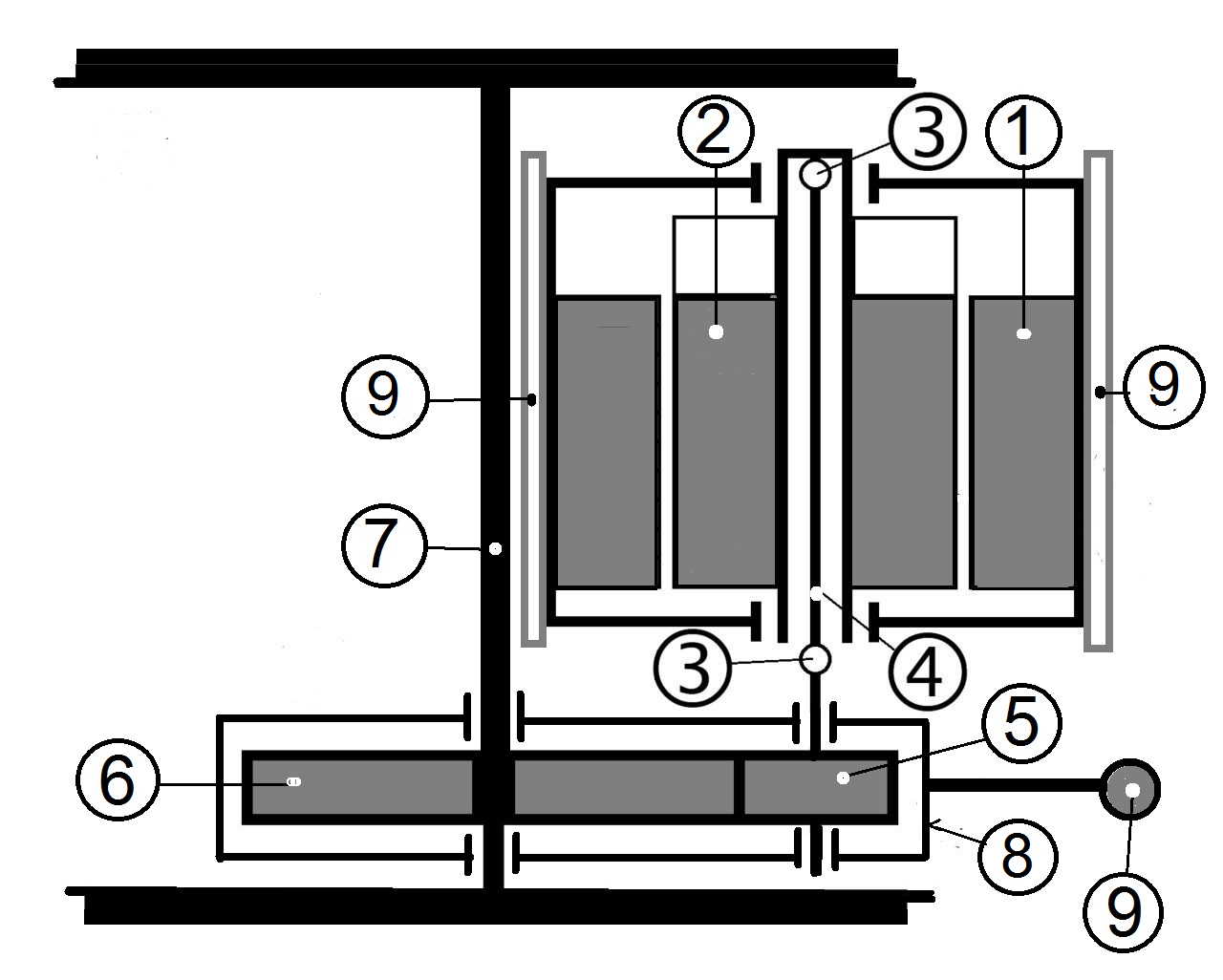
Motorhohlwellenantrieb, schemat.: Kardanwelle (4) in hohler Motorwelle

Siehe: Hohlwellenantrieb#Motorhohlwellenantrieb und nebenstehende Abbildung.
Damit die Gelenkwelle ausreichende Länge bekommt, ist sie an der dem Getriebe entgegengesetzte Ende der Motorwelle mit dieser verbunden. Zum Getriebe hin führt sie durch die hohl gemachte Motorwelle.

#### Ritzelhohlwellenantrieb

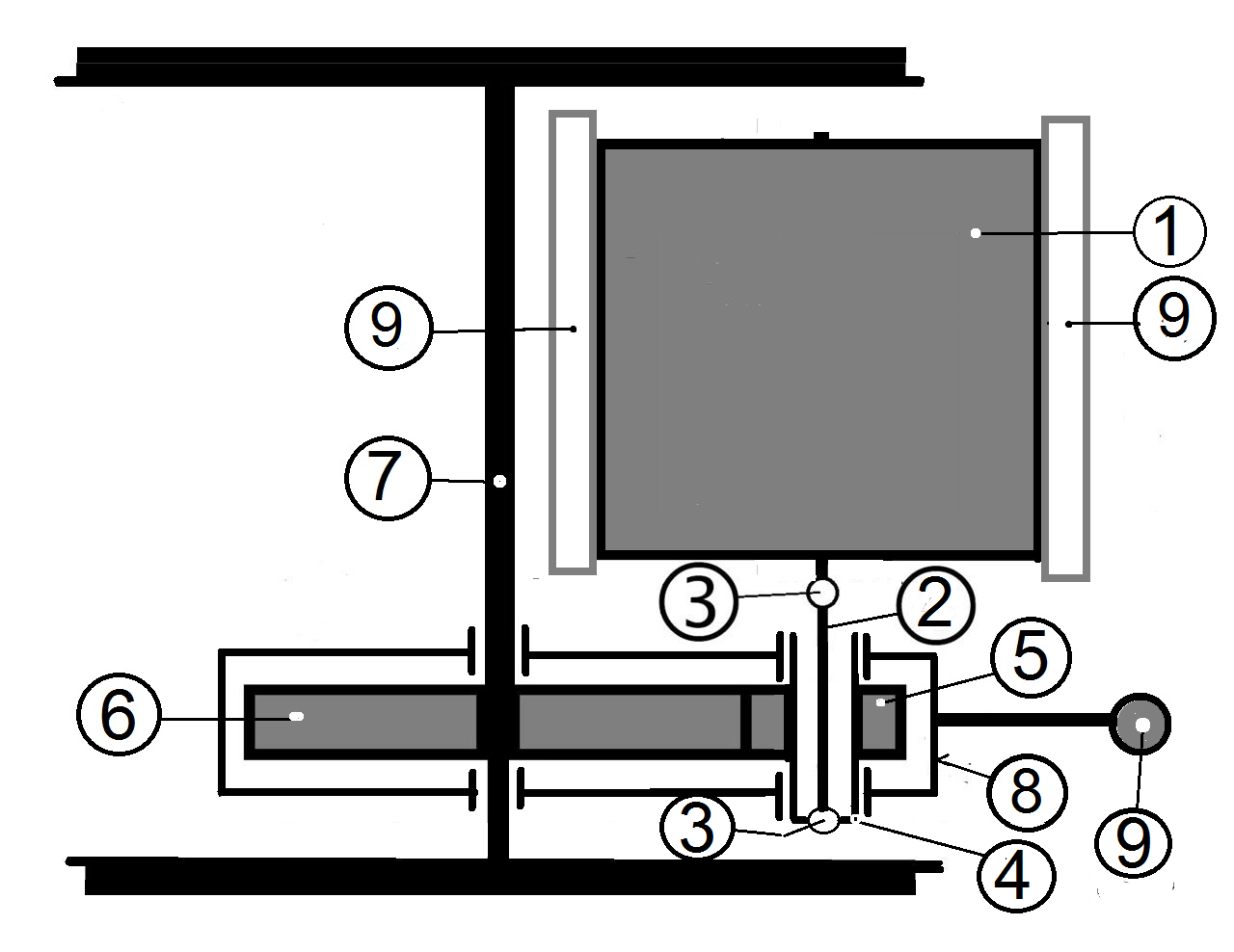
Ritzelhohlwellenantrieb, schemat.: Der Hub des zur federnden Masse des Fahrzeugs gehörenden Motors (1) wird durch das Kippen in den Gelenken (3) der das Drehmoment auf das Getriebe (8) übertragenden Kardanwelle (2) kompensiert. Das Getriebe (8) ist ungefederte Masse.

Siehe: Hohlwellenantrieb#Ritzelhohlwellenantrieb und nebenstehende Abbildung.
Anstatt der Motorwelle ist die Eingangswelle (Ritzelwelle) des Getriebes hohl. Die Gelenkwelle ist zwar auf der dem Motor abgewandten Seite des Ritzels mit diesem verbunden, ist aber dennoch relativ kurz.
Dass ihre Länge ausreichend ist, wird von der Verwendung dieses Antriebs in den Baureihen Siemens Vectron bestätigt.

#### Antrieb mit Bogenzahnkupplung
Bei Anwendung einer Bogenzahnkupplung, die im Prinzip eine sehr kurze Gelenkwelle ist, ist weder die Motor- noch die Ritzelwelle, an die sie direkt angeschlossen ist, hohl.
Dieser Antrieb wird in Verbindung mit zweistufigen Getrieben vorerst zahlreich in Triebwagen, also in elektrische Fahrzeuge mit geringerer Antriebsleistung, eingebaut. Dort ersetzt er z. B. bei Stadler-Triebwagen (Stadler FLIRT) mit deutlicher Gewichtsminderung einen Antrieb mit Hohlwelle um die Treibradwelle (Stadler KISS).
Anwendung in anderen Triebwagenbaureihen: Alstom Coradia Continental, Bombardier Talent 2, Siemens Mireo und Siemens Desiro HC, Siemens Velaro D und Siemens ICE 4.

#### Gelenkwelle zwischen zwei Getriebestufen
Je eine der beiden Stufen eines zweistufigen Getriebes ist leichter als ein einstufiges Getriebe. Fügt man eine Gelenkwelle zwischen die beiden Stufen ein, so zählt nur noch eine leichtere Masse, nämlich die zweite Getriebestufe zu den ungefederten Massen. Das ist z. B. beim TGV-Antrieb der Fall, dessen beide Getriebestufen mit einer Welle mit Tripodegelenken verbunden sind.